# Soprano/Diskografie
Diese Diskografie ist eine Übersicht über die musikalischen Werke des französischen Rappers Soprano. Den Schallplattenauszeichnungen zufolge hat er bisher mehr als 7,6 Millionen Tonträger verkauft. Seine erfolgreichste Veröffentlichung ist das Album L’Everest mit über eine Million verkauften Einheiten.

## Alben

### Studioalben
| Jahr | Titel Musiklabel                                     | Höchstplatzierung, Gesamtwochen, AuszeichnungChartplatzierungen (Jahr, Titel, Musiklabel, Platzierungen, Wochen, Auszeichnungen, Anmerkungen) | Höchstplatzierung, Gesamtwochen, AuszeichnungChartplatzierungen (Jahr, Titel, Musiklabel, Platzierungen, Wochen, Auszeichnungen, Anmerkungen) | Höchstplatzierung, Gesamtwochen, AuszeichnungChartplatzierungen (Jahr, Titel, Musiklabel, Platzierungen, Wochen, Auszeichnungen, Anmerkungen) | Anmerkungen                                                | [↑]: gemeinsam behandelt mit vorhergehendem Eintrag; [←]: in beiden Charts platziert |
| Jahr | Titel Musiklabel                                     | FR | BEW | CH | Anmerkungen                                                |                                                                                      |
| ---- | ---------------------------------------------------- | --- | --- | --- | ---------------------------------------------------------- | ------------------------------------------------------------------------------------ |
| 2007 | Puisqu’ll faut vivre Parlophone (WMG)                | FR2 Gold · (90 Wo.)FR | BEW14 (61 Wo.)BEW | CH26 (8 Wo.)CH | Erstveröffentlichung: 17. Februar 2007                     |                                                                                      |
| 2010 | La Colombe Parlophone (WMG)                          | FR1 ×3Dreifachplatin · (73 Wo.)FR | BEW5 (49 Wo.)BEW | CH18 (6 Wo.)CH | Erstveröffentlichung: 4. Oktober 2010                      |                                                                                      |
| 2011 | Le Corbeau Parlophone (WMG)                          | FR3 (13 Wo.)FR | BEW10 (12 Wo.)BEW | CH44 (3 Wo.)CH | Erstveröffentlichung: 21. März 2011                        |                                                                                      |
| 2012 | E=2MC’s Parlophone (WMG)                             | FR6 (21 Wo.)FR | BEW5 (29 Wo.)BEW | CH27 (2 Wo.)CH | Erstveröffentlichung: 30. April 2012 zusammen mit R.E.D.K. |                                                                                      |
| 2014 | Cosmopolitanie Parlophone (WMG)                      | FR2 Diamant · (103 Wo.)FR | BEW3 (279 Wo.)BEW | CH24 (7 Wo.)CH | Erstveröffentlichung: 13. Oktober 2014                     |                                                                                      |
| 2016 | L’Everest Rec. 118 (WMG)                             | FR2 ×2Doppeldiamant · (105 Wo.)FR | BEW2 Gold · (225 Wo.)BEW | CH14 (30 Wo.)CH | Erstveröffentlichung: 14. Oktober 2016                     |                                                                                      |
| 2018 | Phoenix Rec. 118 (WMG)                               | FR2 Diamant · (156 Wo.)FR | BEW4 Gold · (202 Wo.)BEW | CH10 (25 Wo.)CH | Erstveröffentlichung: 9. November 2018                     |                                                                                      |
| 2018 | Du Phoenix aux étoiles Rec. 118 (WMG)[FR: ↑][BEW: ↑] | FR2 Diamant · (156 Wo.)FR | BEW4 Gold · (202 Wo.)BEW | CH61 (5 Wo.)CH | Erstveröffentlichung: 8. November 2019                     |                                                                                      |
| 2021 | Chasseur d’étoiles Rec. 118 (WMG)                    | FR1 ×3Dreifachplatin · (132 Wo.)FR | BEW2 (73 Wo.)BEW | CH11 (15 Wo.)CH | Erstveröffentlichung: 3. September 2021                    |                                                                                      |
| 2024 | Freedom Rec. 118 (WMG)                               | FR1 Gold · (28 Wo.)FR | BEW4 (18 Wo.)BEW | CH74 (1 Wo.)CH | Erstveröffentlichung: 21. Juni 2024                        |                                                                                      |
| 2024 | Émancipation - Freedom Pt. II Rec. 118 (WMG)         | FR14 (6 Wo.)FR | BEW41 (5 Wo.)BEW | — | Erstveröffentlichung: 13. Dezember 2024                    |                                                                                      |

### Livealben
| Jahr | Titel Musiklabel                                                   | Höchstplatzierung, Gesamtwochen, AuszeichnungChartplatzierungen (Jahr, Titel, Musiklabel, Platzierungen, Wochen, Auszeichnungen, Anmerkungen) | Höchstplatzierung, Gesamtwochen, AuszeichnungChartplatzierungen (Jahr, Titel, Musiklabel, Platzierungen, Wochen, Auszeichnungen, Anmerkungen) | Höchstplatzierung, Gesamtwochen, AuszeichnungChartplatzierungen (Jahr, Titel, Musiklabel, Platzierungen, Wochen, Auszeichnungen, Anmerkungen) | Anmerkungen                            |
| Jahr | Titel Musiklabel                                                   | FR | BEW | CH | Anmerkungen                            |
| ---- | ------------------------------------------------------------------ | --- | --- | --- | -------------------------------------- |
| 2008 | Live au Dôme de Marseille Delabel Hostile / Parlophone             | FR39 (30 Wo.)FR | BEW42 (14 Wo.)BEW | — | Erstveröffentlichung: 31. März 2008    |
| 2023 | Un peu plus près du Stade de France Rec. 118 / Warner Music France | FR25 (8 Wo.)FR | BEW82 (9 Wo.)BEW | — | Erstveröffentlichung: 3. November 2023 |

### Mixtapes
| Jahr | Titel Musiklabel                                          | Höchstplatzierung, Gesamtwochen, AuszeichnungChartplatzierungen (Jahr, Titel, Musiklabel, Platzierungen, Wochen, Auszeichnungen, Anmerkungen) | Höchstplatzierung, Gesamtwochen, AuszeichnungChartplatzierungen (Jahr, Titel, Musiklabel, Platzierungen, Wochen, Auszeichnungen, Anmerkungen) | Höchstplatzierung, Gesamtwochen, AuszeichnungChartplatzierungen (Jahr, Titel, Musiklabel, Platzierungen, Wochen, Auszeichnungen, Anmerkungen) | Anmerkungen                        |
| Jahr | Titel Musiklabel                                          | FR | BEW | CH | Anmerkungen                        |
| ---- | --------------------------------------------------------- | --- | --- | --- | ---------------------------------- |
| 2006 | Psychanalyse avant l’album Street Skillz                  | FR63 (6 Wo.)FR | — | — | Erstveröffentlichung: 2006         |
| 2010 | De puisqu’il faut vivre à la colombe… Street Skillz / EMI | FR14 (15 Wo.)FR | BEW18 (13 Wo.)BEW | — | Erstveröffentlichung: 2. Juli 2010 |

## Singles

### Als Leadmusiker
| Jahr | Titel Album                                                     | Höchstplatzierung, Gesamtwochen, AuszeichnungChartplatzierungen (Jahr, Titel, Album, Platzierungen, Wochen, Auszeichnungen, Anmerkungen) | Höchstplatzierung, Gesamtwochen, AuszeichnungChartplatzierungen (Jahr, Titel, Album, Platzierungen, Wochen, Auszeichnungen, Anmerkungen) | Höchstplatzierung, Gesamtwochen, AuszeichnungChartplatzierungen (Jahr, Titel, Album, Platzierungen, Wochen, Auszeichnungen, Anmerkungen) | Anmerkungen                                               |
| Jahr | Titel Album                                                     | FR | BEW | CH | Anmerkungen                                               |
| --- | --------------------------------------------------------------- | --- | --- | --- | --------------------------------------------------------- |
| 2006 | Moi j’ai pas Puisqu’il faut vivre                               | FR28 (18 Wo.)FR | — | — | Erstveröffentlichung: 14. Juni 2006                       |
| 2007 | À la bien! Puisqu’il faut vivre                                 | FR24 (28 Wo.)FR | — | — | Erstveröffentlichung: 14. Juni 2007                       |
| 2007 | Ferme les yeux et imagine toi Puisqu’il faut vivre              | FR16 (26 Wo.)FR | — | — | Erstveröffentlichung: 21. Dezember 2007 feat. Blacko      |
| 2007 | Halla halla Puisqu’il faut vivre                                | — | — | — | Erstveröffentlichung: 2007                                |
| 2010 | Darwa De puisqu’il faut vivre à la colombe…                     | — | — | — | Erstveröffentlichung: 21. Juni 2010                       |
| 2010 | Crazy De puisqu’il faut vivre à la colombe…                     | — | — | — | Erstveröffentlichung: 21. Juni 2010                       |
| 2010 | Hiro La Colombe                                                 | FR26 (17 Wo.)FR | BEW27 (15 Wo.)BEW | — | Erstveröffentlichung: 22. November 2010 feat. Indila      |
| 2011 | Regarde-moi Le Corbeau                                          | FR18 (18 Wo.)FR | — | — | Erstveröffentlichung: 7. März 2011                        |
| 2011 | Dopé Le Corbeau                                                 | — | — | — | Erstveröffentlichung: 2011                                |
| 2011 | C’est la vie Le Corbeau                                         | — | — | — | Erstveröffentlichung: 26. August 2011 feat. Method Man    |
| 2011 | Accroche-toi à mes ailes Le Corbeau                             | — | — | — | Erstveröffentlichung: 28. November 2011                   |
| 2012 | Meskine E=2MC’s                                                 | — | — | — | Erstveröffentlichung: 23. März 2012 mit REDK              |
| 2012 | Avant de s’en aller E=2MC’s                                     | FR111 (10 Wo.)FR | — | — | Erstveröffentlichung: 30. April 2012 mit REDK             |
| 2014 | Ils nous connaissent pas Cosmopolitanie                         | FR36 (25 Wo.)FR | — | — | Erstveröffentlichung: 23. Juni 2014                       |
| 2014 | Cosmo Cosmopolitanie                                            | FR5 (71 Wo.)FR | BEW16 (21 Wo.)BEW | — | Erstveröffentlichung: 18. August 2014                     |
| 2014 | Fresh Prince Cosmopolitanie                                     | FR9 (47 Wo.)FR | BEW7 (26 Wo.)BEW | — | Erstveröffentlichung: 22. September 2014 feat. Uncle Phil |
| 2015 | Clown Cosmopolitanie                                            | FR11 (52 Wo.)FR | BEW8 (23 Wo.)BEW | — | Erstveröffentlichung: 9. Februar 2015                     |
| 2015 | Le pain Cosmopolitanie                                          | FR133 (3 Wo.)FR | — | — | Erstveröffentlichung: 25. Mai 2015                        |
| 2015 | Millionnaire Cosmopolitanie: En route vers l’Everest            | FR12 Gold · (30 Wo.)FR | BEW16 (15 Wo.)BEW | — | Erstveröffentlichung: 24. Juli 2015                       |
| 2015 | Barman Cosmopolitanie: En route vers l’Everest                  | FR16 (24 Wo.)FR | BEW6 (18 Wo.)BEW | — | Erstveröffentlichung: 6. November 2015                    |
| 2016 | Le Diable ne s’habille plus en Prada L’Everest                  | FR10 Platin · (36 Wo.)FR | BEW33 (13 Wo.)BEW | — | Erstveröffentlichung: 6. Juni 2016                        |
| 2016 | En feu L’Everest                                                | FR4 Diamant · (49 Wo.)FR | BEW29 (12 Wo.)BEW | — | Erstveröffentlichung: 25. Juli 2016                       |
| 2016 | Mon Everest L’Everest                                           | FR11 Diamant · (34 Wo.)FR | BEW32 (8 Wo.)BEW | — | Erstveröffentlichung: 10. Oktober 2016 feat. Marina Kaye  |
| 2017 | Roule L’Everest                                                 | FR29 Diamant · (39 Wo.)FR | — | CH99 (1 Wo.)CH | Erstveröffentlichung: 13. Februar 2017                    |
| 2017 | Coeurdonnier L’Everest                                          | FR90 Platin · (14 Wo.)FR | — | — | Erstveröffentlichung: 16. Juni 2017                       |
| 2017 | Mon précieux L’Everest                                          | FR109 Platin · (19 Wo.)FR | BEW49 (3 Wo.)BEW | — | Erstveröffentlichung: 1. September 2017                   |
| 2017 | Amour siamois L’Everest (Édition spéciale 2017)                 | — | — | — | Erstveröffentlichung: 8. Dezember 2017 feat. Lili Poe     |
| 2018 | À la vie à l’amour Phœnix                                       | FR61 Gold · (25 Wo.)FR | BEW12 (18 Wo.)BEW | — | Erstveröffentlichung: 7. September 2018                   |
| 2018 | Zoum Phœnix                                                     | FR42 Platin · (23 Wo.)FR | BEW41 (8 Wo.)BEW | — | Erstveröffentlichung: 2. November 2018 feat. Niska        |
| 2019 | Fragile Phœnix                                                  | FR150 Gold · (11 Wo.)FR | BEW40 (4 Wo.)BEW | — | Erstveröffentlichung: 15. Februar 2019                    |
| 2019 | Le coach Phœnix                                                 | FR33 Platin · (48 Wo.)FR | BEW20 (16 Wo.)BEW | — | Erstveröffentlichung: 7. Juni 2019 feat. Vincenzo         |
| 2019 | À nos héros du quotidien Phœnix                                 | FR64 Diamant · (31 Wo.)FR | BEW17 (28 Wo.)BEW | — | Erstveröffentlichung: 10. Oktober 2019                    |
| 2020 | Musica Phœnix                                                   | FR39 Platin · (19 Wo.)FR | — | — | Erstveröffentlichung: 31. Januar 2020 feat. Ninho         |
| 2020 | Ninja Phœnix                                                    | FR37 Diamant · (25 Wo.)FR | BEW32 (13 Wo.)BEW | — | Erstveröffentlichung: 6. März 2020                        |
| 2020 | Le cœur holiday –                                               | — | BEW26 (8 Wo.)BEW | — | Erstveröffentlichung: 28. August 2020 mit Mika            |
| 2021 | Près des étoiles Chasseur d’étoiles                             | FR88 Gold · (14 Wo.)FR | BEW13 (20 Wo.)BEW | — | Erstveröffentlichung: 26. März 2021                       |
| 2021 | Dingue Chasseur d’étoiles                                       | FR81 Platin · (19 Wo.)FR | BEW14 (11 Wo.)BEW | — | Erstveröffentlichung: 24. Juni 2021                       |
| 2022 | Forrest Chasseur d’étoiles                                      | FR— GoldFR | BEW34 (8 Wo.)BEW | — | Erstveröffentlichung: 7. Januar 2022                      |
| 2022 | Venga Mi Chasseur d’étoiles (Stadium Edition)                   | FR161 Gold · (8 Wo.)FR | — | — | Erstveröffentlichung: 25. Februar 2022 feat. Gradur       |
| 2022 | 3615 Bonheur Chasseur d’étoiles (Multiverse Edition)            | — | BEW42 (4 Wo.)BEW | — | Erstveröffentlichung: 21. Oktober 2022                    |
| 2024 | Facile à danser Freedom                                         | FR117 Gold · (12 Wo.)FR | — | — | Erstveröffentlichung: 3. Mai 2024                         |
| Folgende Lieder erschienen nicht als Single, wurden aber durch das Album zum Download und Streaming bereitgestellt und konnten somit eine Platzierung erlangen: |                                                                 | | | |                                                           |
| |                                                                 | | | |                                                           |
| 2014 | Préface Cosmopolitanie                                          | FR27 (2 Wo.)FR | — | — |                                                           |
| 2014 | Mélancolie Cosmopolitanie                                       | FR15 (2 Wo.)FR | — | — |                                                           |
| 2014 | Ti amo Cosmopolitanie                                           | FR18 (1 Wo.)FR | — | — |                                                           |
| 2014 | Luna Cosmopolitanie                                             | FR119 (1 Wo.)FR | — | — |                                                           |
| 2015 | J’ai encore rêvé de toi Cosmopolitanie: En route vers l’Everest | FR192 (1 Wo.)FR | — | — |                                                           |
| 2016 | Marseille c’est … L’Everest                                     | FR40 Gold · (2 Wo.)FR | — | — | feat. Jul                                                 |
| 2016 | Attitude L’Everest                                              | FR169 (1 Wo.)FR | — | — | feat. Black M                                             |
| 2016 | Parle-moi L’Everest                                             | FR193 (1 Wo.)FR | — | — | feat. Jul                                                 |
| 2016 | Rihanna L’Everest                                               | FR86 (1 Wo.)FR | — | — | feat. Alonzo                                              |
| 2018 | La voisine Phœnix                                               | FR167 (1 Wo.)FR | — | — |                                                           |
| 2021 | Planète Mars 2021 Chasseur d’étoiles                            | FR117 (1 Wo.)FR | — | — | feat. Alonzo, Jul & Sch                                   |

### Als Gastmusiker
| Jahr | Titel Album                                                       | Höchstplatzierung, Gesamtwochen, AuszeichnungChartplatzierungen (Jahr, Titel, Album, Platzierungen, Wochen, Auszeichnungen, Anmerkungen) | Höchstplatzierung, Gesamtwochen, AuszeichnungChartplatzierungen (Jahr, Titel, Album, Platzierungen, Wochen, Auszeichnungen, Anmerkungen) | Höchstplatzierung, Gesamtwochen, AuszeichnungChartplatzierungen (Jahr, Titel, Album, Platzierungen, Wochen, Auszeichnungen, Anmerkungen) | Anmerkungen |
| Jahr | Titel Album                                                       | FR | BEW | CH | Anmerkungen |
| --- | ----------------------------------------------------------------- | --- | --- | --- | --- |
| 2008 | J’étais comme eux Démons & merveilles                             | FR16 (23 Wo.)FR | — | — | Demon One feat. Soprano |
| 2008 | Victory –                                                         | FR24 (26 Wo.)FR | — | — | Erstveröffentlichung: 3. Oktober 2008 B.O feat. Sofiane                                                                                  |
| 2008 | Dernière chance Pressée de vivre                                  | FR5 (26 Wo.)FR | BEW36 (1 Wo.)BEW | CH66 (4 Wo.)CH | Léa Castel feat. Soprano |
| 2011 | Chérie Coco Toutè Kalé                                            | FR2 (38 Wo.)FR | BEW11 (17 Wo.)BEW | CH69 (5 Wo.)CH | Erstveröffentlichung: 21. März 2011 Magic System feat. Soprano                                                                           |
| 2011 | C’est ma life Évolution                                           | FR26 (22 Wo.)FR | — | — | Erstveröffentlichung: 11. Juli 2011 DJ Abdel feat. Soprano                                                                               |
| 2011 | J’te parle A toute épreuve                                        | FR55 (5 Wo.)FR | — | — | Sniper feat. Soprano |
| 2012 | Coup de cœur 4 Love                                               | FR16 (27 Wo.)FR | — | — | Erstveröffentlichung: 22. Oktober 2012 Kenza Farah feat. Soprano                                                                         |
| 2013 | Quand la musique est bonne Génération Goldman volume 2            | FR40 (17 Wo.)FR | — | — | Erstveröffentlichung: 26. April 2013 Amel Bent feat. Soprano                                                                             |
| 2015 | Mieux que nous RED                                                | FR29 (24 Wo.)FR | BEW50 (2 Wo.)BEW | — | Erstveröffentlichung: 16. Februar 2015 M. Pokora feat. Soprano                                                                           |
| 2015 | Mama –                                                            | FR41 (2 Wo.)FR | — | — | Zak & Diego feat. Soprano |
| 2016 | No me mirès màs Ensemble                                          | FR7 Diamant · (51 Wo.)FR | BEW11 (17 Wo.)BEW | CH31 (17 Wo.)CH | Erstveröffentlichung: 11. Januar 2016 Kendji Girac feat. Soprano                                                                         |
| 2017 | Frérot Éternel Insatisfait                                        | FR110 Gold · (8 Wo.)FR | — | — | Erstveröffentlichung: 5. Juni 2017 Black M feat. Soprano                                                                                 |
| 2018 | Chez nous (Plan d’Aou, Air Bel) Promesse                          | FR— GoldFR | — | — | Erstveröffentlichung: 19. Januar 2018 Patrick Fiori feat. Soprano                                                                        |
| 2019 | Millions de mélos Prémices                                        | FR131 (3 Wo.)FR | — | — | Erstveröffentlichung: 16. Mai 2019 Bramsito feat. Soprano                                                                                |
| 2020 | La vida Moonlight                                                 | FR110 (7 Wo.)FR | — | — | Erstveröffentlichung: 17. April 2020 L’Algerino feat. Soprano                                                                            |
| 2021 | La vie du binks Rec. 118 – 20/21                                  | FR5 Platin · (21 Wo.)FR | — | — | Erstveröffentlichung: 1. Januar 2021 Ninho, Da Uzi & Sch feat. Hornet La Frappe, Leto, Sadek & Soprano                                   |
| 2024 | Sous le soleil 13 Organisé 2                                      | FR42 (4 Wo.)FR | — | — | Erstveröffentlichung: 6. September 2024 Jul & L’algerino feat. Sat, Fahar, Alonzo, Le Rat Luciano, Menzo, Don Choa, As Vicenzo & Soprano |
| Folgende Lieder erschienen nicht als Single, wurden aber durch das Album zum Download und Streaming bereitgestellt und konnten somit eine Platzierung erlangen: |                                                                   | | | | |
| |                                                                   | | | | |
| 2013 | De Marseille à Paris Subliminal, La Face Cachée                   | FR58 (2 Wo.)FR | — | — | Maître Gims feat. Soprano, H-Magnum, Bedjik, Dr. Bériz                                                                                   |
| 2017 | Ma famille 100 %                                                  | FR92 (2 Wo.)FR | — | — | Charteinstieg: 2. September 2017 Alonzo feat. Soprano                                                                                    |
| 2018 | Les 4 fantastiques International                                  | FR101 (2 Wo.)FR | — | — | Charteinstieg: 30. Juni 2018 L’Algérino feat. Soprano, Naps & Alonzo                                                                     |
| 2018 | TKT Inspi d’ailleurs                                              | FR55 (3 Wo.)FR | — | — | Charteinstieg: 7. Juli 2018 Jul feat. Soprano                                                                                            |
| 2018 | C’est que du rap La vie de rêve                                   | FR66 (1 Wo.)FR | — | — | Charteinstieg: 1. Dezember 2018 Bigflo & Oli feat. Black M & Soprano                                                                     |
| 2020 | Combien 13 Organisé                                               | FR6 Gold · (6 Wo.)FR | — | — | 13 Organisé feat. Many, Jul, Solda, Moubarak, Soprano & Elams                                                                            |
| 2020 | Tout a change 13 Organisé                                         | FR18 (4 Wo.)FR | — | — | 13 Organisé feat. Le Rat Luciano, Suprano, Jul, Algerino & Sy                                                                            |
| 2021 | Combleuse de rêves Fleur froide - Second état: la cristallisation | FR126 (1 Wo.)FR | — | — | Tayc feat. Soprano |
| 2023 | Je suis fou À 2 à 3                                               | FR61 Platin · (23 Wo.)FR | BEW42 (6 Wo.)BEW | — | Vianney feat. Kendji Girac & Soprano |

## Videoalben
- 2008: Psychanalyse apres l’album (FR: Platin)
- 2017: Live a L’Orange Velodrome (FR: Gold)

## Boxsets
| Jahr | Titel                                                           | Höchstplatzierung, Gesamtwochen, AuszeichnungChartplatzierungen (Jahr, Titel, Platzierungen, Wochen, Auszeichnungen, Anmerkungen) | Höchstplatzierung, Gesamtwochen, AuszeichnungChartplatzierungen (Jahr, Titel, Platzierungen, Wochen, Auszeichnungen, Anmerkungen) | Höchstplatzierung, Gesamtwochen, AuszeichnungChartplatzierungen (Jahr, Titel, Platzierungen, Wochen, Auszeichnungen, Anmerkungen) | Anmerkungen                               |
| Jahr | Titel                                                           | FR | BEW | CH | Anmerkungen                               |
| ---- | --------------------------------------------------------------- | --- | --- | --- | ----------------------------------------- |
| 2011 | La Colombe et le Corbeau (2 CD)                                 | FR180 Platin · (1 Wo.)FR | — | — | Erstveröffentlichung: 16. März 2011       |
| 2016 | Cosmopolitanie – En route vers l’Everest / Puisqu’il faut vivre | FR73 (57 Wo.)FR | — | — | Erstveröffentlichung: 5. August 2016      |
| 2018 | L’Everest + Cosmopolitanie – En route vers l’Everest            | FR83 (22 Wo.)FR | — | — | Erstveröffentlichung: 17. August 2018     |
| 2019 | Coffret 4 CD 2019                                               | FR55 Gold · (62 Wo.)FR | — | — | Erstveröffentlichung: 26. April 2019      |
| 2020 | Du Phoenix aux étoiles / L’Everest                              | FR70 (27 Wo.)FR | — | — | Doppel-CD der beiden vorhergehenden Alben |

## Statistik

### Chartauswertung
|                     | FR     | BEW      | CH     |
| ------------------- | ------ | -------- | ------ |
| Nummer-eins-Alben   | FR3FR  | BEW—BEW  | CH—CH  |
| Top-10-Alben        | FR9FR  | BEW8BEW  | CH1CH  |
| Alben in den Charts | FR19FR | BEW13BEW | CH10CH |

|                       | FR     | BEW      | CH    |
| --------------------- | ------ | -------- | ----- |
| Nummer-eins-Singles   | FR—FR  | BEW—BEW  | CH—CH |
| Top-10-Singles        | FR9FR  | BEW3BEW  | CH2CH |
| Singles in den Charts | FR64FR | BEW25BEW | CH4CH |

### Auszeichnungen für Musikverkäufe
Anmerkung: Auszeichnungen in Ländern aus den Charttabellen bzw. Chartboxen sind in ebendiesen zu finden.
| Land/RegionAuszeichnungen für Musikverkäufe (Land/Region, Auszeichnungen, Verkäufe, Quellen) | Gold       | Platin       | Diamant       | Verkäufe  | Quellen                     |
| -------------------------------------------------------------------------------------------- | ---------- | ------------ | ------------- | --------- | --------------------------- |
| Belgien (BRMA)                                                                               | 2× Gold2   | —            | —             | 20.000    | ultratop.be                 |
| Frankreich (SNEP)                                                                            | 15× Gold15 | 17× Platin17 | 10× Diamant10 | 7.609.999 | infodisc.fr snepmusique.com |
| Insgesamt                                                                                    | 17× Gold17 | 17× Platin17 | 10× Diamant10 |           |                             |